# Guiu I de Lusignan
|  | No confondre amb Guiu de Lusignan, rei de Jerusalem |

Guiu (o Guy) de Lusignan, Guiu de La Marche o Guiu d'Angulema, (1260/1265-1308), fou un noble francès, fill d'Hug XII de Lusignan que va rebre les senyories de Couhé i de Peyrat (vers 1282).
A la mort del seu germà Hug XIII de Lusignan l'1 de novembre de 1303 va heretar la senyoria de Lusignan i els comtats de la Marca i d'Angulema, i el vescomtat de Porhoët.
Guiu no es va casar i va morir solter i sense fills el 1308, extingint-se la branca mascle principal de la família Lusignan. La successió va recaure en les seves germanes, Iolanda de Lusignan (comtat de la Marca, i senyoria de Lusignan, sent a més a més vescomtessa de Prohoët i senyora de Fougères per herència materna), Joana de Lusignan i la monja Isabel (comtat d'Angulema)